# Спортинг-Палас

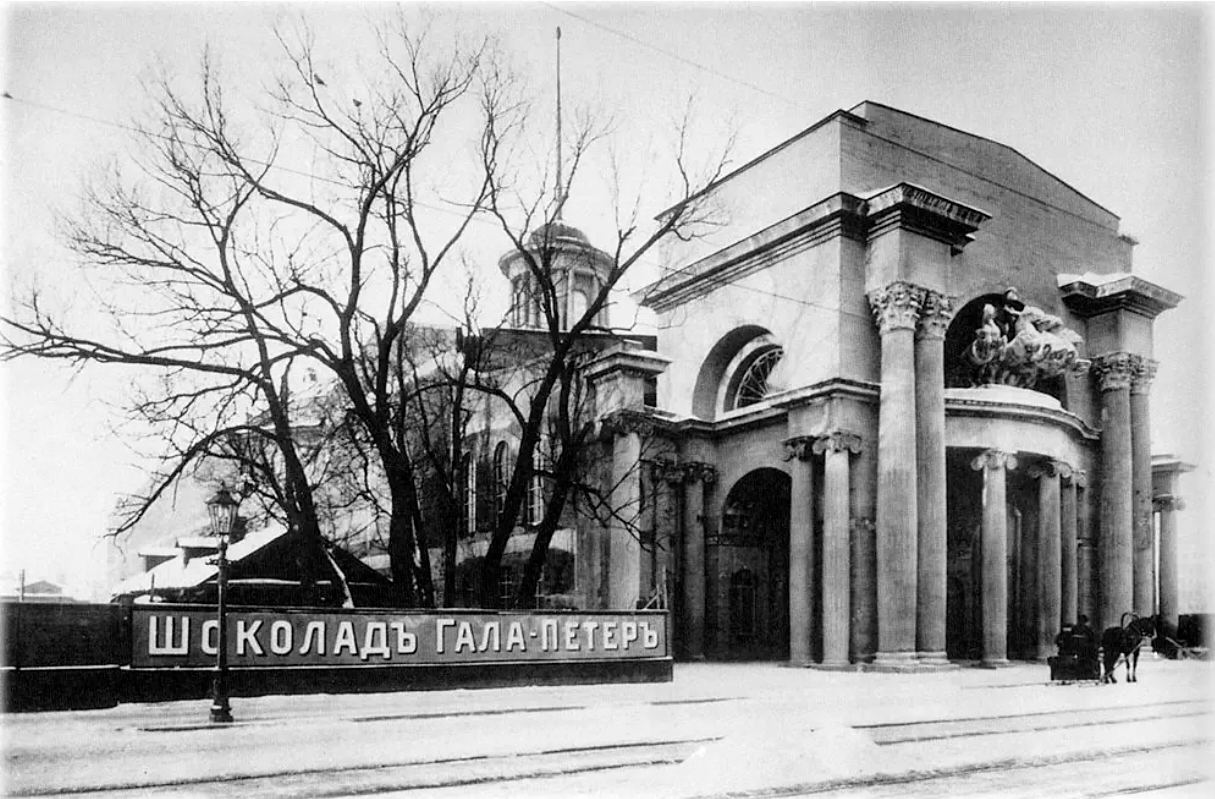
Здание Спортинг-Паласа, 1910 год

Спортинг-Палас (англ. Sporting Palace), он же Дворец спорта, — скетинг-ринг (роллердром), возведённый в Санкт-Петербурге в 1910 году. Располагался по адресу Каменноостровский проспект, дом 42, на месте нынешнего ДК Ленсовета, здание просуществовало с 1910 до 1930 года. На момент открытия Спортинг-Палас позиционировал себя как один из самых фешенебельных развлекательных центров в городе, но проработал всего два года, не выдержав конкуренции со стороны других увеселительных заведений — Американского скетинг-ринга и Дворца льда.

## История

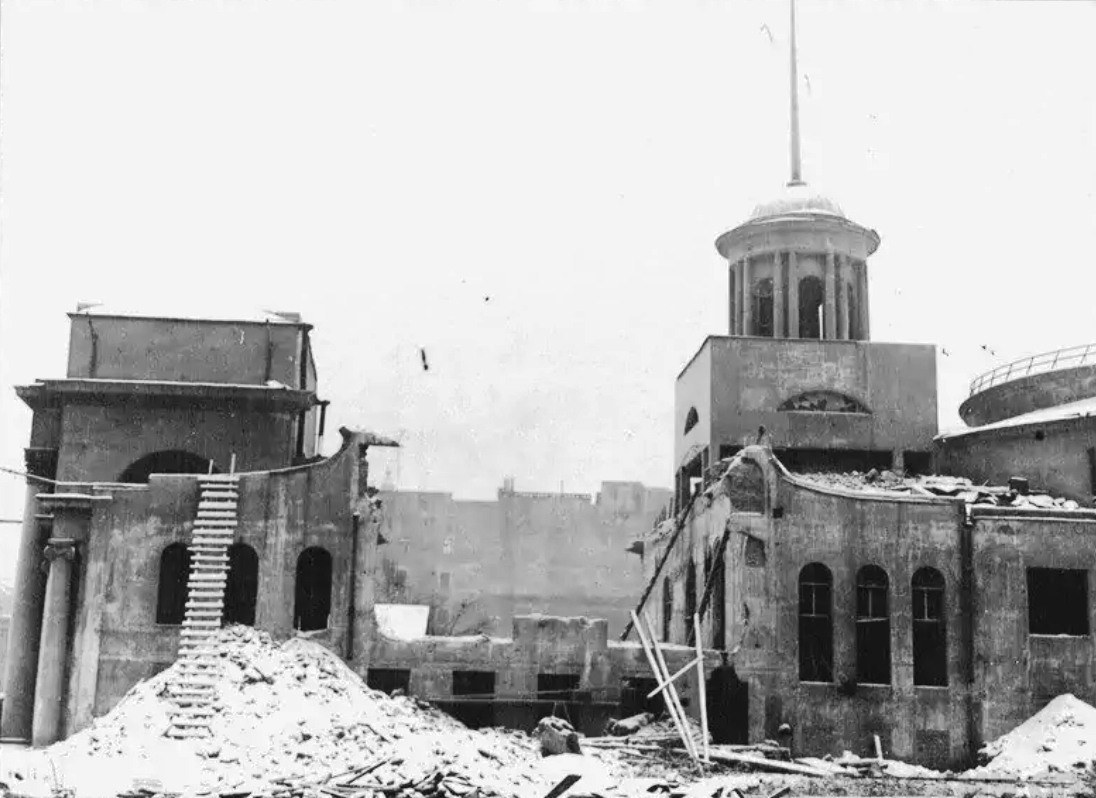
Снос здания в 1930 году

Спортинг-Палас был построен «мучными королями» братьями Александром и Николаем Башкировыми. Для этой цели они выкупили несколько участков на Каменноостровском проспекте площадью в 1200 квадратных саженей. До этого там располагались огороды пяти владельцев соседних участков.
Спортинг-Палас был построен на фоне повальной моды на роликовые коньки в Санкт-Петербурге, это было самое роскошное заведение в Петербурге подобного рода. Заведение стало символом «нового» Петербурга. Несмотря на роскошность заведения, Спортинг-Палас не приносил достаточных доходов, испытывая конкуренцию со стороны других скетинг-рингов, особенно на Марсовом поле и Кронверкском проспекте. Чтобы улучшить доходы, братья Башкировы организовали в заведении показ кинофильмов. К концу 1912 года интерес к роликам у публики охладел, последним ударом для скетинг-ринга стал открытый при «Аквариуме» первый каток с искусственным льдом. В сентябре 1913 года здесь начал работать частный театр госпожи С.Я.Зон.   
Здание закрыли во время Первой мировой войны и оно пустовало во время революций и гражданской войны и простояло до конца 1920-х годов. Заброшенное здание бывшего паласа стало пристанищем для беспризорных детей, устроивших внутри него «кошачью фабрику», отлавливая бездомных котов и продавая их шкурки.  
Советская власть решила перестроить здание в Дом культуры работников промысловой кооперации, ныне ДК Ленсовета. Дом культуры был построен на основе железобетонных конструкций Спортинг-Паласа и частично на его фундаменте. Зал для катания на роликах переделали в сцену концертного зала.

## Здание
Спортинг-палас представлял собой дворец в стиле неоклассицизма с роскошной отделкой, с треком, концертным залом, залом для кинематографа и рестораном. Пол для площадки для катания был отделан зеркальным паркетом из канадского клёна фирмы Plimton. Паркет выложил известный инженер из Лондона под псевдонимом господин Flewett. Он помогал обустроить 15 скетингов в Европе и Северной Америке. С его слов площадка петербургского «Спортинг-Паласа» была «первой по величине и красоте» среди всех площадок, над которыми он работал. Зал также был окружён высокой и роскошной аркадой. Внутренние интерьеры были выполнены в стиле «петербургского Рима». На тот момент зал Спортинг-Паласа был одним из крупнейших и красивейших в Санкт-Петербурге, он был больше залов Дворянского собрания и консерватории. Ширина зала составляла 35 на 12 саженей, высота — 15 саженей. Вместимость воздуха составляла 7000 кубических саженей. В качестве инструкторов были приглашены только иностранцы. Вокруг площадки для скетинга располагалась двухъярусная галерея с высокой колоннадой. На верхнем ярусе располагались столики для отдыхающих. 
Само здание было построено из несгораемого железобетона с помощью берлинской фирмы «Wayss & Freytag». Во внутренней отделке не применялось дерево, только цемент, стекло и железо. Данные материалы в начале XX века приобретали всё большею популярность в строительстве. Главным архитектором был Сергей Гингер, а гражданским инженером — Александр Сысоев. Вход с колоннадой, украшенной четырьмя статуями коней, создал архитектор Андрей Белогруд. 
Современники положительно высказывались о Спортинг-Паласе, называя его одним из красивейших зданий Каменноостровского проспекта, да и Петербурга в целом. 
|                                      |  |  |  |
| Внутренние помещения Спортинг-Паласа |  |  |  |

## Посетители и мероприятия
Спортинг-Палас был торжественно открыт 12 января 1911 года, на открытие пришло множество людей. Он мог вмещать до 8000 человек. Редакция Петербургской газеты сообщала, что на день открытия к зданию съезжались петербуржцы «на всех видах транспорта» и «кассиры не успевали продавать билеты». Среди гостей были графини Бенкендорф, Трубецкая, дочь английского посла, адмирал Скрыдлов, генерал Навроцкий, принц Мюрат и другие представители высшего света. За вход требовалось платить 55 копеек и рубль 10 копеек вечером. По средам и субботам вечерний билет стоил уже 2 рубля и 10 копеек. 50 копеек также стоил прокат роликовых коньков, если человек приходил со своими роликами, то должен был платить 20 копеек.  
В Спортинг-Паласе устраивались соревнования и гонки на роликах. В заведение приглашали известных мастеров по катанию на роликах из Европы для представлений. В заведении также устраивали праздники, например маскарадные шоу. В зале «паласа» также устраивались спортивные соревнования, например чемпионаты по теннису.